# Adam Parada
Adam Parada (Alta Loma, California, 21 de octubre de 1981) es un exjugador de baloncesto mexicano nacido en los Estados Unidos. Representó a México a nivel internacional en diversos torneos, incluyendo la Copa Mundial de Baloncesto de 2014. Con 2,13 metros de altura, actuaba en la posición de pívot.

## Trayectoria
Parada asistió a la Alta Loma High School, donde se destacó jugando con los Braves. Por su gran altura, captó la atención de varios reclutadores universitarios. Finalmente en 2000 escogió asistir a la Universidad de California en Irvine, donde se sumaría a los Anteaters para competir en la Big West Conference de la División I de la NCAA. Jugó cuatro años allí, registrando al final de su campaña universitaria promedios de 11,1 puntos y 6,5 rebotes por partido en 119 presentaciones. Fue escogido como miembro del segundo equipo del All-BWC en 2002 y 2003. 
Se presentó al Draft de la NBA de 2004 pero no fue seleccionado por ninguna franquicia. Sin embargo Parada firmó un contrato con los Sacramento Kings para realizar la pretemporada con el equipo, aunque se convirtió en agente libre una vez terminado el periodo de preparación.
Buscando una segunda oportunidad en la NBA, el mexicano firmó un contrato para jugar entre febrero y abril de 2005 con el Huntsville Flight de la NBA Development League. Luego de ello hizo un acuerdo con Los Angeles Lakers similar al que había hecho con los Sacramento Kings para jugar a prueba durante la pretemporada y fichar si conseguía impresionar a los entrenadores, pero, una vez más, su intento de llegar a la liga más importante del baloncesto profesional estadounidense se vio frustrado.
Al año siguiente, luego de haberse destacado en el baloncesto de Jordania como miembro del Fastlink, Parada decidió intentar otra vía para ingresar a la NBA: competir en la Summer League. Por ello en el verano de 2006 actuó con Minnesota Timberwolves en Las Vegas y con San Antonio Spurs en Salt Lake City, pero ningún equipo le ofreció un contrato. En consecuencia terminaría jugando en la temporada 2006 de la LNBP como parte de los Halcones UV Xalapa, antes de migrar a Asia para jugar en Corea del Sur y nuevamente en Jordania.
Parada jugó la temporada 2007-2008 de la LNBP con los Tecolotes de la UAG, alcazando las semifinales de la zona sur. Tras esa experiencia, retornó a Asia para aportarle su altura al Red Bull Barako de Filipinas, al Nagoya Diamond Dolphins de Japón y al ASU de Jordania.
En junio de 2009, Parada reemplazó a Jamal Sampson en Los Angeles Lightning para afrontar el tramo final de la temporada de la International Basketball League. Al mes siguiente hizo un nuevo intento por entrar en la órbita de la NBA, jugando nuevamente la Summer League de Las Vegas con los Minnesota Timberwolves. Pese a promediar 2,4 puntos, 5 rebotes y 0,8 bloqueos por partido en los 5 duelos que jugó, aun así no resultó de interés para alguna de las franquicias. 
Reincorporado a los Halcones UV Xalapa tras tres años de ausencia, Parada iniciaría un ciclo de consolidación en el equipo, el cual duraría hasta 2015 (registrando breves pasos fuera de temporada en Los Angeles Lightning de EEUU y en los Alaska Aces de Filipinas).
En 2015 el pívot jugó en el Baloncesto Superior Nacional como miembro de los Indios de Mayagüez, participando en 23 encuentros.
Los últimos años de Parada como profesional transcurrieron entre los Pioneros de Quintana Roo y el Fuerza Regia de Monterrey de la LNBP, y los Zonkeys de Tijuana de la CIBACOPA.

## Selección nacional
Parada jugó en diversas oportunidades con la selección de baloncesto de México entre 2003 y 2014. Estuvo presente en la Copa Mundial de Baloncesto de 2014, en cuatro ediciones del Campeonato FIBA Americas (2003, 2005, 2007 y 2009) y en dos del Centrobasket (2003 y 2014). Además también fue parte del plantel que obtuvo la medalla de plata en el torneo de baloncesto masculino de los Juegos Panamericanos de 2011 y del que terminó quinto en los Juegos Centroamericanos y del Caribe de 2014.